# Ciuchici
Ciuchici è un comune della Romania di 1057 abitanti, ubicato nel distretto di Caraș-Severin, nella regione storica del Banato.
Il comune è formato dall'unione di 4 villaggi: Ciuchici, Macoviște, Nicolinț, Petrilova.